# Luke Perry
Coy Luther Perry III (Mansfield, Ohio, 11 de octubre de 1966-Burbank, California, 4 de marzo de 2019), conocido popularmente como Luke Perry, fue un actor estadounidense, conocido por su papel como Dylan McKay en la serie Beverly Hills, 90210, y como Fred Andrews en la serie Riverdale.

## Biografía

### Infancia
Perry nació en Mansfield, Ohio y creció en Fredericktown. Allí fue la mascota Freddy en Fredericktown High School. Su madre, Ann Bennett, era ama de casa, y su padre, Coy Luther Perry Jr., era trabajador del acero. A Perry le gustaba ir a su hogar cada año para el Fredericktown Tomato Show, una feria callejera anual.[cita requerida]
Perry se mudó a Los Ángeles después de terminar la secundaria para continuar su carrera como actor porque no tuvo ninguna oportunidad de hacerlo en Ohio. Trabajó en una empresa pavimentadora y vivió en varias ciudades incluyendo Huntington Beach, Long Beach, Downey, y Paramount.

### Carrera
Integrante del elenco original de Beverly Hills, 90210, Luke Perry era uno de los actores que más frutos obtuvo por su éxito en la serie. Además de participar en películas como The Enemy y Dirt, Luke estrenó su propia serie dramática Jeremiah. En la serie, Perry es Jeremiah, que vive en un futuro posapocalíptico donde un virus mortal infecta a la población mundial dejando unos pocos supervivientes, de los que solo unos pocos consiguen llegar a la pubertad.
A lo largo de su carrera, estuvo en producciones pequeñas e independientes, llegando muchas veces a coproducir series y telefilmes. Entre sus trabajos de mayor producción, está el filme independiente The Florentine, al lado de estrellas como Hal Holbrook, Jim Belushi, Michael Madsen y Mary Stuart Masterson. En el cine, sus participaciones más importantes fueron en Riot, Normal Life, American Strays, también en el largometraje de Buffy, the Vampire Slayer.
Otra faceta de Perry era su trabajo como actor de voz, ya que realizó importantes trabajos en las series animadas Mortal Kombat, Hulk, Padre de Familia, Johnny Bravo y Los Simpson.
El primer trabajo de Perry como actor profesional fue en el cortometraje Twisted Sister: Come Out and Play, estrenado como un ídolo de rock, Alice Cooper. Él también participó en las series Spin City, Saturday Night Live, Will & Grace, Night Visions y Windfall.
En Los Simpson realizó un cameo en el capítulo Krusty Gets Kancelled interpretándose a sí mismo como el medio hermano de Krusty el payaso. En Padre de Familia hizo otro cameo en el capítulo Historia de Primera Plana, en el que Peter redactaba un falso artículo que afirmaba que Perry era gay.
Participó en la serie televisiva Criminal Minds interpretando al líder de una secta.
Luke Perry apareció en un episodio de Johnny Bravo titulado La Guía de Amor de Luke Perry, en el que accede a ayudar a Johnny con las mujeres, después de que Johnny lo confunde con Fidel Castro.
Entre 2017 y 2019 participó en la serie Riverdale de The CW, basada en los cómics Archie creados por John L. Goldwater. Allí interpretó a Fred Andrews, padre del protagonista.

## Vida personal
Luke estuvo casado con Rachel Minnie Sharp de 1993 a 2003. La pareja tuvo dos hijos, Jack (nacido el 15 de junio de 1997) y Sophie (nacida el 7 de junio de 2000). Su hijo, Jack, es un luchador profesional conocido por su nombre en el ring "Jungle Boy" Jack Perry, quien firmó con All Elite Wrestling (AEW).
Perry se convirtió en un defensor de las pruebas de cáncer de colon después de someterse a una colonoscopia en 2015 que reveló tumores precancerosos.

## Muerte
Luke  tuvo un derrame cerebral masivo en su casa en Sherman Oaks, Los Ángeles, el 27 de febrero de 2019. Murió por complicaciones el 4 de marzo. En el momento de su muerte, estaba rodeado por sus familiares.
Su representante, Arnold Robinson, señaló que Luke tuvo el apoyo de sus hijos, su madre, su esposa y sus amigos.

## Filmografía

### Películas y series
| Año  | Título                                         | Rol                      | Notas                                      |
| ---- | ---------------------------------------------- | ------------------------ | ------------------------------------------ |
| 1991 | Scorchers                                      | Ray Ray                  |                                            |
| 1992 | Terminal Bliss                                 | John Hunter              |                                            |
| 1992 | Buffy the Vampire Slayer                       | Oliver Pike              |                                            |
| 1994 | 8 Seconds                                      | Lane Frost               |                                            |
| 1995 | Vacanze di Natale '95 (Christmas Holidays '95) | él mismo                 |                                            |
| 1996 | Normal Life                                    | Chris Anderson           |                                            |
| 1996 | American Strays                                | Johnny                   |                                            |
| 1997 | El quinto elemento                             | Billy Masterson          |                                            |
| 1997 | Lifebreath                                     | Martin Devoe             |                                            |
| 1997 | Riot                                           | Boomer                   | película para televisión Segmento: "Empty" |
| 1997 | Invasión                                       | Beau Stark               | Television film                            |
| 1998 | Indiscreet                                     | Michael Nash             |                                            |
| 1999 | The Night of the Headless Horseman             | Brom Bones               | Voz película para televisión               |
| 1999 | The Heist                                      | Jack                     |                                            |
| 1999 | The Florentine                                 | Frankie                  |                                            |
| 1999 | Storm                                          | Dr. Ron Young            | Directo a vídeo                            |
| 2000 | Attention Shoppers                             | Mark Pinnalore           |                                            |
| 2000 | The Enemy                                      | Dr. Michael Ashton       |                                            |
| 2000 | The Triangle                                   | Stu Sheridan             | película para televisión                   |
| 2000 | Dirt                                           | Attorney                 |                                            |
| 2002 | Fogbound                                       | Bob                      |                                            |
| 2002 | Johnson County War                             | Harry Hammett            | película para televisión                   |
| 2003 | Down the Barrel                                | David                    | Directo a vídeo                            |
| 2005 | Dishdogz                                       | Tony                     |                                            |
| 2005 | Descent                                        | Dr. Jake Rollins         | película para televisión                   |
| 2005 | Supernova                                      | Dr. Chris Richardson     | película para televisión                   |
| 2007 | The Sandlot: Heading Home                      | Tommy "Santa" Santorelli | Directo a vídeo                            |
| 2007 | Alice Upside Down                              | Ben McKinley             |                                            |
| 2008 | A Gunfighter's Pledge                          | Matt Austin              | película para televisión                   |
| 2008 | A Very Merry Daughter Of the Bride             | Charlie                  | película para televisión                   |
| 2009 | Angel and the Badman                           | Laredo Stevens           | película para televisión                   |
| 2009 | Äntligen midsommar!                            | Sam                      |                                            |
| 2009 | Upstairs                                       | Ward Weaver              |                                            |
| 2009 | Silent Venom                                   | Lt. Comdr. James O'Neill | Directo a vídeo                            |
| 2009 | Sam Steele and the Junior Detective Agency     | The Cat                  |                                            |
| 2010 | Redemption Road                                | Boyd                     |                                            |
| 2010 | Final Storm                                    | Silas Hendershot         | Directo a DVD                              |
| 2010 | Hanna's Gold                                   | Cole                     |                                            |
| 2010 | Good Intentions                                | Chester Milford          |                                            |
| 2011 | Goodnight for Justice                          | John Goodnight           | película para televisión                   |
| 2012 | Goodnight for Justice: The Measure of a Man    | John Goodnight           | película para televisión                   |
| 2012 | Goodnight for Justice: Queen of Hearts         | John Goodnight           | película para televisión                   |
| 2013 | Red Wing                                       | Carl Blanton             |                                            |
| 2014 | Beat Beneath My Feet                           | Max Stone                |                                            |
| 2015 | Jesse Stone: Lost in Paradise                  | Richard Steele           |                                            |
| 2016 | Love in Paradise                               | Avery Ford               | película para televisión                   |
| 2016 | Riverdale                                      | Fred Andrews             |                                            |
| 2019 | Érase una vez en Hollywood                     | Wayne Maunder            |                                            |

### Televisión
| Año                 | Título                                | Papel                            | Notas                                                   |
| ------------------- | ------------------------------------- | -------------------------------- | ------------------------------------------------------- |
| 1982                | Voyagers!                             | Union Prisoner                   | No acreditado Episodio: "The Day the Rebs Took Lincoln" |
| 1987-1988           | Loving                                | Ned Bates                        |                                                         |
| 1988-1989           | Another World                         | Kenny                            | 10 episodios                                            |
| 1990-1995 1998-2000 | Beverly Hills, 90210                  | Dylan McKay                      | 200 episodios                                           |
| 1993                | The Simpsons                          | él mismo                         | Voz Episodio: "Krusty Gets Kancelled"                   |
| 1994-1995           | Biker Mice from Mars                  | Napoleon Brie                    | Voz 6 episodios                                         |
| 1996                | Mortal Kombat: Defenders of the Realm | Sub-Zero                         | Voz 13 episodios                                        |
| 1996-1997           | The Incredible Hulk                   | Rick Jones                       | Voice 4 episodios                                       |
| 1997                | Spin City                             | Spence                           | Episodio: "Kiss Me, Stupid"                             |
| 1999-2000           | Pepper Ann                            | Stewart Waldinger                | Voz 3 episodios                                         |
| 2000                | Johnny Bravo                          | él mismo                         | Voz Episodio: "Luke Perry's Guide to Love"              |
| 2000                | Family Guy                            | él mismo                         | Voz Episodio: "The Story on Page One"                   |
| 2001                | Night Visions                         | Dr. Michael Sears                | Episodio: "Now He's Coming Up the Stairs"               |
| 2001-2002           | Oz                                    | Rev. Jeremiah Cloutier           | 10 episodios                                            |
| 2002-2004           | Jeremiah                              | Jeremiah                         | 35 episodios                                            |
| 2003                | Clone High                            | Ponce de León                    | Voz Episodio: "Litter Kills - Literally"                |
| 2005                | Will & Grace                          | Aaron                            | Episodio: "The Birds & the Bees"                        |
| 2005                | What I Like About You                 | Todd                             | 3 episodios                                             |
| 2006                | Windfall                              | Peter Schaefer                   | 13 episodios                                            |
| 2007                | Biker Mice from Mars                  | Napoleon Brie                    | Voz Episodio: "Once Upon a Time on Earth"               |
| 2007                | John from Cincinnati                  | Linc Stark                       | 10 episodios                                            |
| 2008                | Law & Order: Special Victims Unit     | Noah Sibert                      | Episodio: "Trials"                                      |
| 2008                | Criminal Minds                        | Benjamin Cyrus                   | Episodio: "Minimal Loss"                                |
| 2009                | The Storm                             | Stillman                         | Miniserie                                               |
| 2010                | Leverage                              | Dalton Rand                      | Episodio: "The Future Job"                              |
| 2010                | Generator Rex                         | Jacob                            | Episodio: "The Architect"                               |
| 2010                | FCU: Fact Checkers Unit               | Luke                             | 8 episodios                                             |
| 2011                | Pound Puppies                         | Fang                             | Voz Episodio: "Rebel Without A Collar"                  |
| 2012                | Raising Hope                          | Ghost of Arbor Day               | Episodio: "Arbor Daze"                                  |
| 2012-2013           | Body of Proof                         | CDC Officer Dr. Charlie Stafford | 5 episodios                                             |
| 2013                | Community                             | American Inspector Spacetime     | Episodio: "Conventions of Space and Time"               |
| 2014                | Major Crimes                          | Jon Worth                        | Episodio: "Cutting Loose" (2015)                        |
| 2017-2019           | Riverdale                             | Fred Andrews                     | Coprotagonista, serie de TV The CW                      |